# Zeleni Kurîlivți, Nova Ușîțea
Zeleni Kurîlivți (în ucraineană Зелені Курилівці) este localitatea de reședință a comunei Zeleni Kurîlivți din raionul Nova Ușîțea, regiunea Hmelnîțkîi, Ucraina.

## Demografie
Componența lingvistică a localității Zeleni Kurîlivți
     Ucraineană (99,66%)
     Alte limbi (0,26%)
Conform recensământului din 2001, majoritatea populației localității Zeleni Kurîlivți era vorbitoare de ucraineană (99,66%), existând în minoritate și vorbitori de alte limbi.